# Divisão de Elite da AF Porto
A Divisão de Elite da AF Porto é o segundo escalão de futebol distrital da Associação de Futebol do Porto, foi o primeiro escalão distrital entre as épocas de 2013–14 até 2023–24. A sua existência provém da extinção da II e III divisões nacionais, e da consequente criação do Campeonato Nacional de Seniores que levou à descida para os campeonatos distritais de várias equipas. Assim, foi criada esta divisão de modo a manter a competitividade contando com equipas que desceram da II e III divisões e equipas que subiram da Divisão de Honra da AF Porto na sua primeira edição. O campeão sobe para o Campeonato Nacional de Seniores. Na época 2017-18 a divisão passou a ter 2 séries.

## Vencedores

### Por época
Divisão de Elite - 2º Escalão distrital desde 2024–25
| Época   | Vencedor   |
| ------- | ---------- |
| 2024–25 | AD Lousada |

Divisão de Elite - 1º Escalão distrital de 2013–14 até 2023–24
| Época   | Vencedor             |
| ------- | -------------------- |
| 2023–24 | SC Coimbrões         |
| 2022–23 | AD Marco 09          |
| 2021–22 | FC Alpendorada       |
| 2020–21 | Gondomar SC B        |
| 2019–20 | SC Salgueiros        |
| 2018–19 | CF Canelas 2010 (2)  |
| 2017–18 | Leça FC              |
| 2016–17 | CF Canelas 2010      |
| 2015–16 | Aliança FC de Gandra |
| 2014–15 | AR São Martinho      |
| 2013–14 | CD Sobrado           |

### Por clube
Divisão de Elite - 2º Escalão distrital desde 2024–25
| Clube      | Venceu | Época(s) |
| ---------- | ------ | -------- |
| AD Lousada | 1      | 2024–25  |

Divisão de Elite - 1º Escalão distrital de 2013–14 até 2023–24
| Clube                | Venceu | Época(s)          |
| -------------------- | ------ | ----------------- |
| Canelas 2010         | 2      | 2016–17 e 2018–19 |
| CD Sobrado           | 1      | 2013–14           |
| AR São Martinho      | 1      | 2014–15           |
| Aliança FC de Gandra | 1      | 2015–16           |
| Leça FC              | 1      | 2017–18           |
| SC Salgueiros        | 1      | 2019–20           |
| Gondomar SC B        | 1      | 2020–21           |
| FC Alpendorada       | 1      | 2021–22           |
| AD Marco 09          | 1      | 2022–23           |
| SC Coimbrões         | 1      | 2023–24           |

Ref.: 